# Daniel Amokachi
Daniel Amokachi (Kaduna, Nigeria, 30 de diciembre de 1972) es un exfutbolista y entrenador de fútbol nigeriano que jugaba como delantero. Fue el primer jugador en anotar gol en un partido champions league en su formato anterior

## Selección nacional
Fue internacional con la Selección de fútbol de Nigeria entre 1990 y 1999, jugando 42 partidos y marcando 14 goles.

### Participaciones en Copas del Mundo
| Mundial                        | Sede           | Resultado        |
| ------------------------------ | -------------- | ---------------- |
| Copa Mundial de Fútbol de 1994 | Estados Unidos | Octavos de final |
| Copa Mundial de Fútbol de 1998 | Francia        | Octavos de final |

## Clubes

### Como jugador
| Club            | País           | Año       |
| --------------- | -------------- | --------- |
| Ranchers Bees   | Nigeria        | 1989-1990 |
| Club Brujas     | Bélgica        | 1990-1994 |
| Everton FC      | Inglaterra     | 1994-1996 |
| Besiktas JK     | Turquía        | 1996-1999 |
| Colorado Rapids | Estados Unidos | 2002      |
| Nasarawa United | Nigeria        | 2005      |

### Como entrenador
| Club               | País      | Año       |
| ------------------ | --------- | --------- |
| Nasarawa United    | Nigeria   | 2006      |
| Enyimba FC         | Nigeria   | 2008      |
| Selección nacional | Nigeria   | 2014-2015 |
| Ifeanyi Ubah FC    | Nigeria   | 2015      |
| JS Hercules        | Finlandia | 2016-2017 |